# Luvale

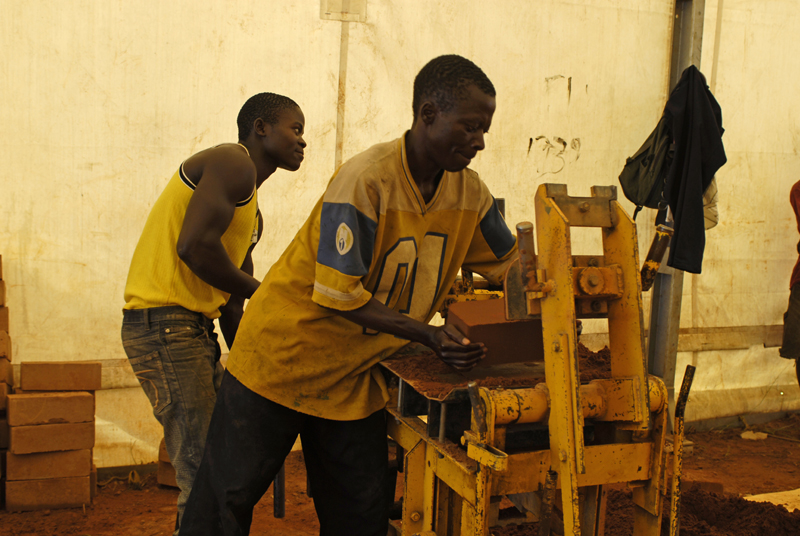
Ausbildungszentrum bei Luena in Angola (mitfinanziert von Aktion Tagwerk)

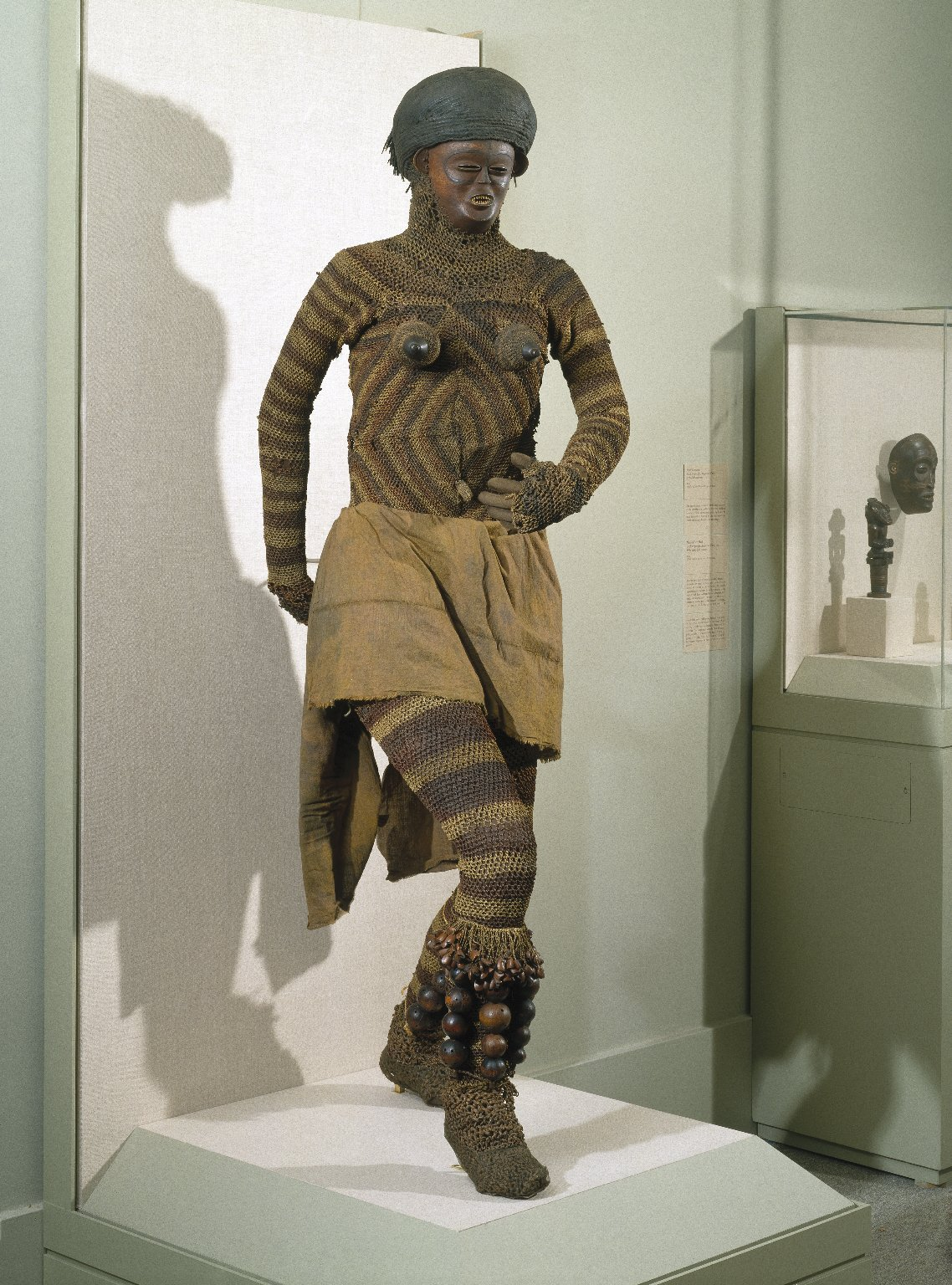
Traditionelles Likishi-Tanzkostüm (um 1900)

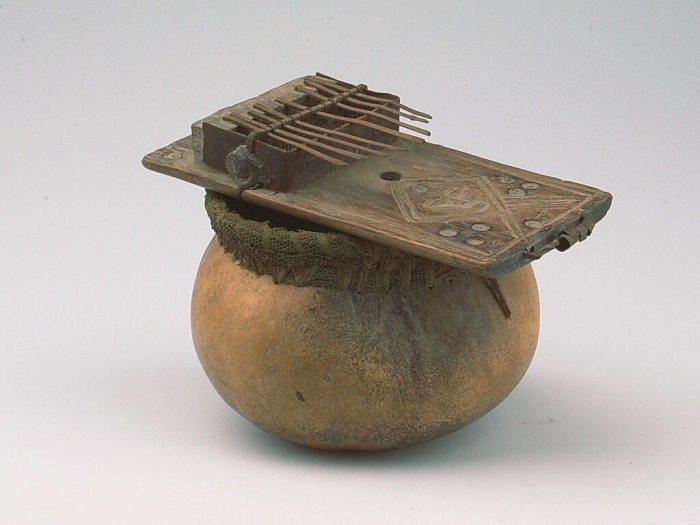
Traditionelles Musikinstrument

Die Luvale (auch Lovale, in Angola Luena oder Lwena) sind ein matrilineares Bantuvolk, das im Osten von Angola und im Westen von Sambia beheimatet ist. Sie werden zur Großgruppe der Lunda gezählt, obwohl sie den Chokwe näher stehen. Sie werden auf 20.000 Angehörige geschätzt, die Sprache Luvale soll 800.000 Sprecher haben.
Die Bezeichnung Luena steht mit dem Fluss Luena in Verbindung, nach dem die angolanische Stadt Luena benannt ist.

## Siedlungsweise
Das Siedlungsgebiet der Luvale liegt vorzugsweise in den Grasebenen (chana) an Flüssen und Seen, die in der Regenzeit überflutet werden und deshalb in der Trockenzeit ein gutes Weideland für ihre Rinder darstellen. Der Brandrodungsfeldbau bildet die Grundlage für die Subsistenzwirtschaft der kleinen Dorfgemeinschaften. Es werden von Frauen vor allem Mais, Kassava, Erdnüsse, Maniok, Kohl und Zuckerrohr angepflanzt. Ergänzt wird die Nahrung durch Kleintierzucht, Jagd und Fischfang sowie Honig für die Weinproduktion von Männern.

## Sozialorganisation
Die Sozialorganisation beruht auf matrilinearer Abstammung bei bevorzugter virilokaler Residenz; d. h. die Ehefrau zieht in das Dorf des Ehemannes und lebt in einer Arbeits- und Lebensgemeinschaft im Dorf des Mannes. Ihre gemeinsamen Kinder werden aber der Matrilineage der Frau zugerechnet. Lässt sich die Frau von ihrem Ehemann scheiden, dann kehrt sie mit ihren Kindern ins Dorf ihrer Matrilineage zurück. In den Dörfern leben – auf Grund der Virilokalität – vor allem Söhne derselben matrilinearen Abstammungsgruppe. Die Familie des Chiefs oder Dorfvorstehers muss direkt von der ältesten Frau der angesehensten Mutterlinien abstammen. Die einzelnen Lineages sind über die Genealogien zurückzuverfolgen, die älteste und damit führende Lineage stellt den Chief, er übernimmt die Vertretung der Dorfinteressen nach außen. Es werden Brautpreise (lobola) bezahlt, was nur dann möglich ist, wenn auch die Mehrheit der Männer imstande ist, diesen zu bezahlen; dies setzt wiederum voraus, dass ein gewisser Überschuss an Nahrung, Haustieren etc. vorhanden sein muss. Die Luvale haben nur lokale Häuptlinge.

## Religion
Die Luvale kennen einen Schöpfergott und Höchste Kraft, den Lalunga, daneben eine Reihe von Natur- und Ahnengeistern, die Mahamba. Diese Geister gehören zu einem Individuum, einer Familie oder der Gemeinschaft. Sie zu missachten führt zu individuellem oder kollektivem Unglück. Üble Geister können durch den Schamanen herbeibeschworen werden, was nur durch entsprechende Gegenbeschwörungen gelöst werden kann. Um dies zu erreichen, muss das Individuum den Priester, dem Nganga, befragen, der die Probleme des Klienten aufdeckt. Die Weissagung basiert meist auf bis zu 60 Objekten in einem Korb, die durchmischt und ausgeschüttet werden. Aus der Lage der Dinge deutet der Nganga die Ursache der Krankheit.